# Marc Buch i Rigola
Marc Buch i Rigola (19 de maig de 1986) és un polític català, alcalde de Calella des de maig de 2022.
Es va llicenciar en enginyeria tècnica Agrícola a la Universitat Politècnica de Catalunya, especialitzant-se en Hortofructicultura i Jardineria. El 2013 va muntar una empresa de serveis de jardineria a la seva comarca. El 2015 es va incorporar a la política municipal i el 2019 fou escollit regidor d'esports de Calella.
El maig de 2022 va ser investit Alcalde de Calella, després de ser-ho accidentalment des de novembre de 2021 després del pas al costat que va fer l'alcaldessa Montserrat Candini per curar-se d'un càncer. Fou proclamat alcalde amb 9 vots, 6 de Junts per Calella, 2 del PSC i un de Ciutadans. Va revalidar el càrrec a les eleccions municipals de 2023, amb sis vots de la seva formació i tres del PSC.
El desembre de 2023 va liderar un moviment dins de Junts per Catalunya per proposar l'expulsió de delinqüents multireincidents d'origen estranger.
En la vida associativa, forma part de la Colla de Geganters i Grallers de Calella, dels Amics del Patrimoni de Calella, de l'Associació Gent del Barri de Pequín i de la Cooperativa l’Amistat.